# Vetlanda FF
Vetlanda FF, Vetlanda Fotbollförening, bildades den 28 oktober 1930 i Vetlanda av bland andra Gottfrid Adolfsson, Olof Björkman, Nils Johansson, Axel Sörlind och Erik Pettersson. Man spelar i gröna tröjor, vita byxor och gröna strumpor. Hemmaarenan heter Vitalavallen. Klubben har i dag cirka 400 medlemmar. Vetlanda FF:s representationslag spelade, som eget lag, sin sista säsongen 2012 i div. III sydvästra Götaland. 2013 bildade seniorlaget och äldre ungdomslaget en ny förening tillsammans med Myresjö IF och delvis Bäckseda IF. Vetlanda FF består numera av ungdomslag. 2011 gav föreningen ut en jubileumsskrift med titeln "Vetlanda Fotbollförening 80 år 2010" sammanställd av Bosse Heindorff.

## Kända spelare
Bland kända spelare märks Kalle Strid som spelade allsvensk fotboll för Östers IF, Leif Ytterell som också spelade allsvensk fotboll i Örgryte IS och Robin Ahl som tidigare spelade i Kalmar FF. Utöver Strid och Ytterell har ytterligare nio spelare kommit att spela allsvensk fotboll efter sin tid i Vetlanda FF, varav fyra i landslaget. Förutom Stridh och Ytterell har Anders Blomqvist och Marcus Ahlkvist spelat i ungdoms-, junior- eller pojklandslaget.